# Райнвальд, Анри
Анри Райнвальд (нем. Henri Rheinwald; 24 июля 1884, Ле-Локль, Невшатель — 24 апреля 1968, Женева) — швейцарский велогонщик, выступавший с 1905 по 1921 год. Многократный чемпион Швейцарии в разных видах.

## Достижения

### Шоссе
1905
3-й Тур дю Лак Леман
1907
1-й Тур дю Лак Леман
6-й Джиро ди Ломбардия
1908
1-й  Чемпионат Швейцарии
2-й Тур дю Лак Леман
1909
2-й Чемпионат Швейцарии
1911
2-й Чемпионат Швейцарии
1912
1-й  Чемпионат Швейцарии
1-й Тур дю Лак Леман
1913
3-й Чемпионат Швейцарии
1914
1-й Чемпионат Цюриха
2-й Чемпионат Швейцарии
1915
1-й Берн — Женева
1916
3-й Чемпионат Швейцарии
1919
1-й  Чемпионат Швейцарии
1-й Берн — Женева
1920
1-й Тур дю Лак Леман

### Трек
1909
1-й  Чемпионат Швейцарии – спринт
1912
1-й  Чемпионат Швейцарии – спринт
1913
1-й  Чемпионат Швейцарии – спринт
1915
1-й  Чемпионат Швейцарии – спринт
1916
1-й  Чемпионат Швейцарии – спринт

### Циклокрос
1912
1-й  Чемпионат Швейцарии
1913
2-й Чемпионат Швейцарии
1916
2-й Чемпионат Швейцарии